# Acratoleon dispar
Acratoleon dispar is een insect uit de familie van de mierenleeuwen (Myrmeleontidae), die tot de orde netvleugeligen (Neuroptera) behoort. 
Acratoleon dispar is voor het eerst wetenschappelijk beschreven door Banks in 1934.